# 新宿創造足球俱樂部
新宿創造（クリアソン新宿，Kuriason Shinjuku） 是一家位於日本東京新宿的職業足球俱樂部，參加日本足球聯賽。

## 簡介
於2005年，俱樂部由現任會長丸山和大以Criacao的名義創立。作為休閒俱樂部，即使在立教大學完成學業後也能創造踢足球的機會。丸山在職業生涯回到東京後，於2009年首次加入日本足協。